# San Miguel del Salto
San Miguel del Salto är en ort i Mexiko.   Den ligger i kommunen Jerécuaro och delstaten Guanajuato, i den centrala delen av landet, 180 km nordväst om huvudstaden Mexico City. San Miguel del Salto ligger 2 016 meter över havet och antalet invånare är 264.
Terrängen runt San Miguel del Salto är kuperad västerut, men österut är den platt. Runt San Miguel del Salto är det ganska tätbefolkat, med 78 invånare per kvadratkilometer. Närmaste större samhälle är Apaseo el Alto, 13,7 km norr om San Miguel del Salto. I omgivningarna runt San Miguel del Salto växer huvudsakligen savannskog.